# John Curzon (3e baronnet)
John Curzon, 3e baronnet (1674 - 6 août 1727) de Kedleston, Derbyshire est un homme politique conservateur anglais qui siège à la Chambre des communes anglaise et britannique pendant 27 ans, entre 1701 et 1727.

## Biographie

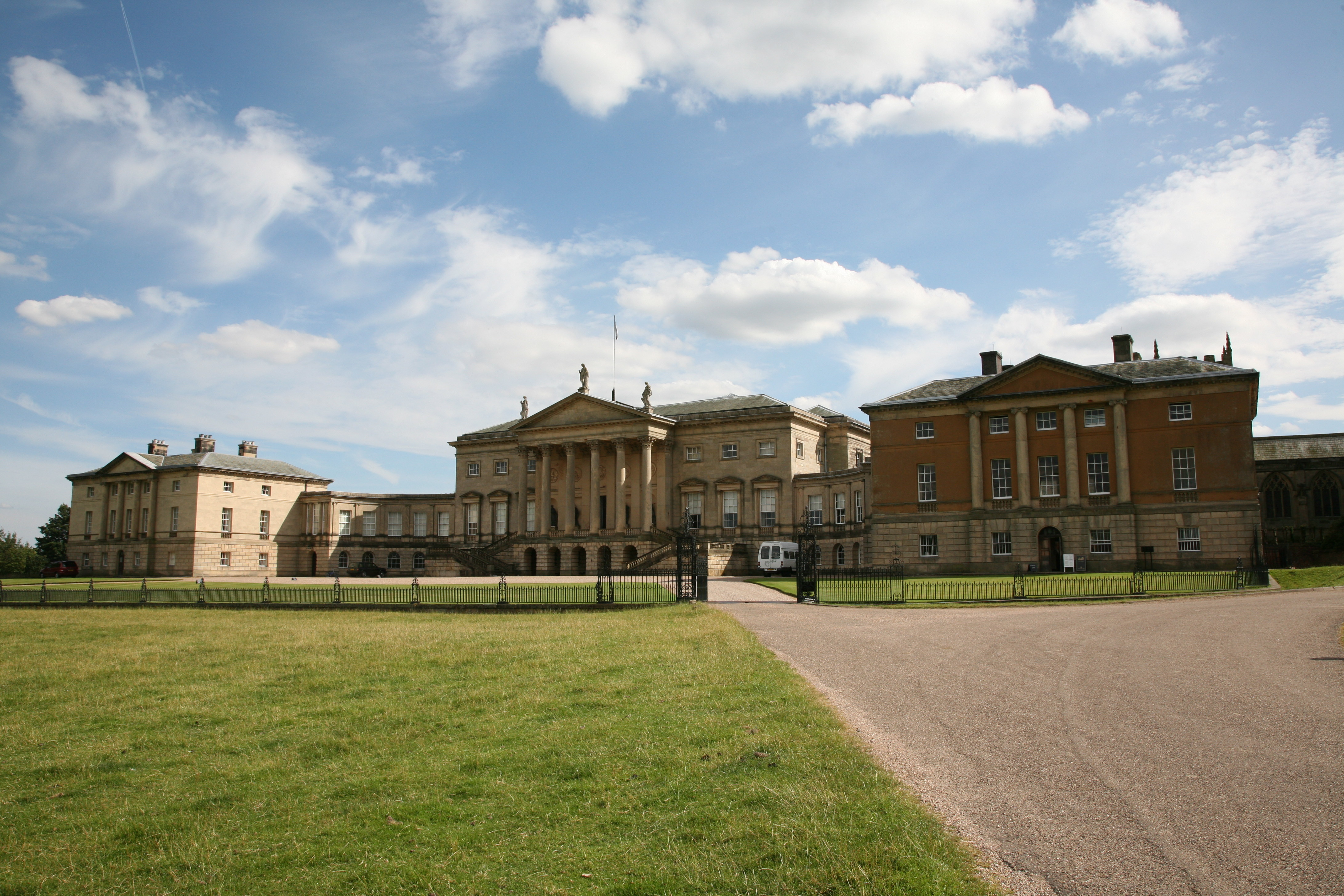
Kedleston Hall, Derbyshire - siège de la famille Curzon - reconstruit en 1759

Curzon est le fils de Nathaniel Curzon, 2e baronnet de Kedleston, et de sa femme, Sarah Penn, fille de William Penn de Penn, Buckinghamshire. Il s'inscrit au Trinity College d'Oxford le 8 juillet 1690, à l'âge de 16 ans et obtient un BA en 1693. Il est admis à Inner Temple en 1692.
Curzon est élu avec Thomas Coke dans un scrutin en tant que député de Derbyshire lors de la deuxième élection générale de 1701. Il est classé comme conservateur et est élu avec Coke sans opposition aux élections générales anglaises de 1702, et aux élections générales anglaises de 1705. Aux élections générales britanniques de 1708, Curzon est de nouveau élu avec Coke sans opposition. Son seul vote enregistre au cours de ce Parlement est contre la destitution du Dr Sacheverell. En juin 1710, il présente une adresse loyale du Derbyshire, qui est un camouflet calculé à Thomas Coke, qui, bien qu'étant un conservateur, abandonne ses principes pour conserver ses fonctions publiques lucratives. Aux élections générales britanniques de 1710, Curzon choisit un nouveau colistier et Coke va se présenter ailleurs. Curzon est plus actif dans ce Parlement et figure parmi les « patriotes conservateurs » favorables à la paix, et comme « digne patriote » qui dénonce les mauvaises gestions du ministère précédent. Il est également membre du Club d'Octobre. Aux élections générales britanniques de 1713, il est de nouveau élu sans opposition, mais son frère le rejoint à la Chambre des communes, et il n'est pas possible de distinguer leurs contributions. L'un des Curzon est responsable de l'examen par le Parlement d'un projet de loi pour la navigation de Trent.
Curzon est réélu aux élections générales britanniques de 1715. Il succède à son père comme baronnet le 4 mars 1719. Il est réélu aux élections générales britanniques de 1722. Il meurt juste avant les élections générales de 1727.

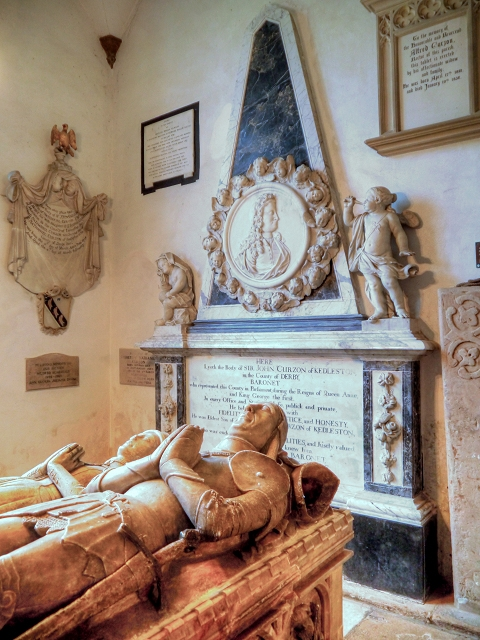
Monument funéraire de Sir John Curzon, All Saints' Church, Kedleston

Curzon est le premier propriétaire de Kedleston Hall à exploiter le potentiel paysager et charge Charles Bridgeman dans les années 1720 de créer des pièces d'eau formelles. Il meurt le 7 août 1727 des suites d'une chute de cheval alors qu'il chassait trois semaines auparavant et est enterré à l'église All Saints de Kedleston. Il n'est pas marié et est donc remplacé par son frère Nathaniel.